# Coupe de la Major League Soccer 2023
La Coupe de la Major League Soccer 2023 est la 28e édition de la Coupe de la Major League Soccer et se joue le 9 décembre 2023 entre le Crew de Columbus, champion de la conférence Est et le Los Angeles FC, champion de la conférence Ouest,. La rencontre se joue sur le terrain de la meilleure équipe au bilan de la saison régulière, à savoir Columbus,.
Cette finale, voit la victoire du Crew de Columbus qui s'impose deux buts à un sur le Los Angeles FC. Il remporte ainsi leur troisième Coupe MLS de leur histoire, leur deuxième depuis 2020. Wilfried Nancy est devenu le premier entraîneur noir à remporter le trophée,,. L'homme du match est Cucho Hernández, l'avant-centre de Columbus. Le Crew se qualifie pour les huitièmes de finale de la Coupe des champions de la CONCACAF 2024.

## Contexte
Le Crew de Columbus joue sa quatrième finale,. Il a remporté deux fois, en 2008 (en) face aux Red Bulls de New York et 2020 contre les Sounders de Seattle,. Le Crew a également atteint la finale en 2015, mais est tombé face aux Timbers de Portland. Le Crew n'a pas réussi à se qualifier pour les séries éliminatoires lors des deux dernières saisons.
Le Los Angeles FC est le tenant du titre, c'est sa seconde finale consécutive,. Le LAFC peut devenir la quatrième équipe à remporter deux titres consécutifs et le premier depuis ses rivaux (en), le Galaxy de Los Angeles — en 2011 (en) et 2012,,. Steve Cherundolo est devenu le troisième entraîneur à mener une équipe en finale de la Coupe MLS à ses deux premières saisons, après Bruce Arena et Brian Schmetzer. La finale sera le 53e match du Los Angeles FC en 2023 — le plus grand nombre pour une équipe de la MLS en une seule année — en raison de sa participation à plusieurs compétitions. LAFC a parcouru plus de 63 000 miles (soit 101 000 km) au cours de sa saison, qui a duré 41 semaines.
Les deux clubs ne se sont pas affrontés en saison régulière et se sont rencontrés pour la dernière fois lors de la saison 2022, où LAFC a gagné 2-0 contre Columbus. Les deux clubs se sont affrontés à trois reprises — dont trois défaites du Crew — en championnat. Les deux équipes se rencontrent pour la première fois en séries éliminatoires.
Le Lower.com Field accueille pour la première fois la finale de la Coupe de la Major League Soccer,,. Cependant, Columbus a déjà accueilli trois autres éditions de la Coupe MLS en 2001 (en), 2015 et 2020 au Columbus Crew Stadium. Le stade a précédemment accueilli les finales de la Campeones Cup — en 2021 — et de la MLS Next Pro — en 2022 et 2023 (en).

## Avant-match
L'arbitre désigné par la Major League Soccer est Armando Villarreal (en). Il a également arbitré la finale de 2021 entre les Timbers de Portland et le New York City FC. Il est l'un des arbitres de la MLS ayant la plus forte moyenne de cartons jaunes, avec 4,5 avertissements par match. Il est assisté par Cameron Blanchard et Ian McKay. Jon Freemon est le quatrième arbitre et Jeremy Kieso désigné arbitre assistant de réserve. Kevin Stott est chargé de l'arbitrage vidéo. Il est assisté de TJ Zablocki.

## Parcours des finalistes

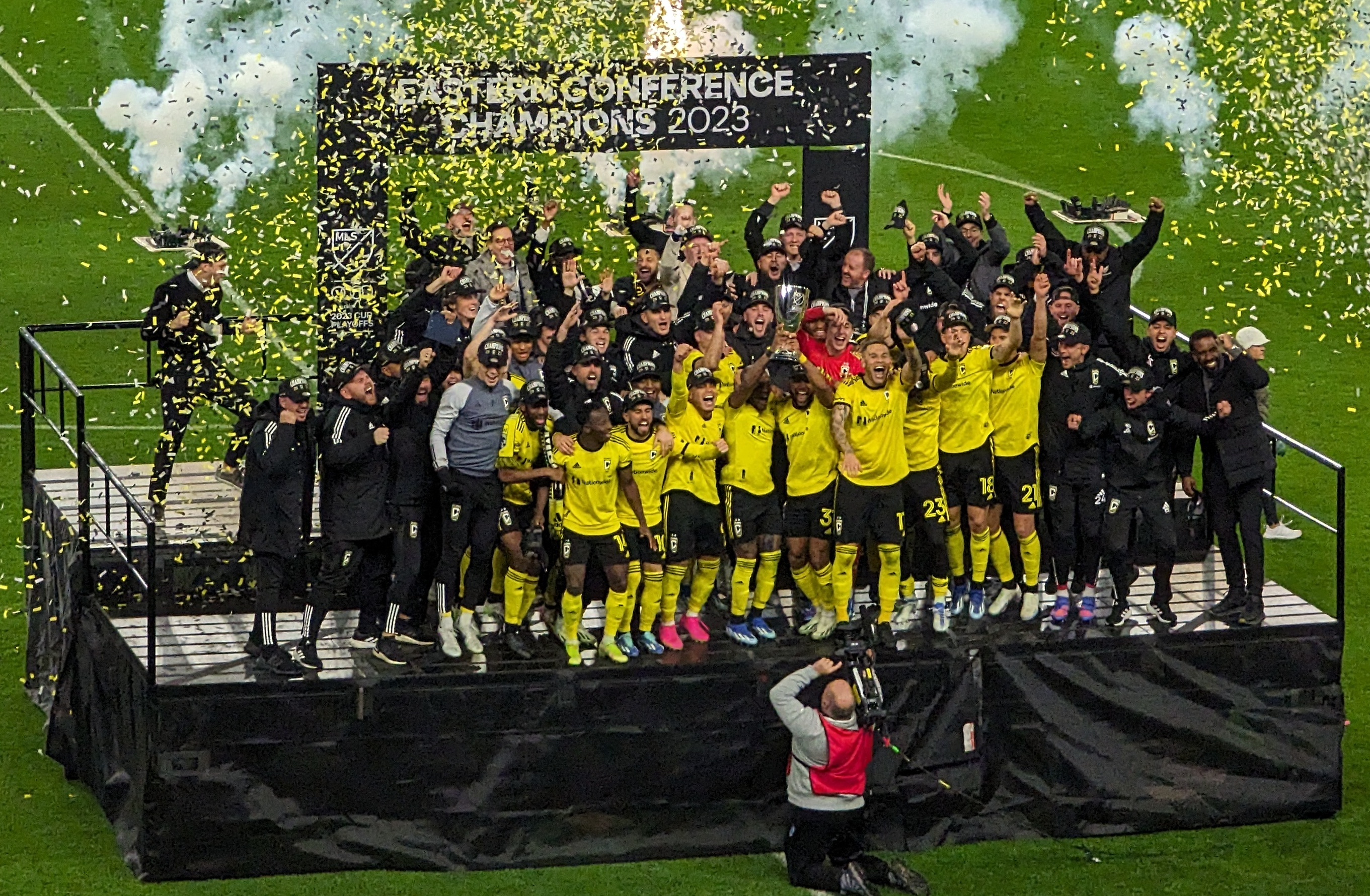
Les joueurs du Crew soulèvent le trophée.

Chacune des deux équipes a fini troisième de sa conférence respective,. Par la suite, le Crew de Columbus remporte difficilement la série du premier tour, après trois matchs — dont deux victoires — contre Atlanta United. Ensuite, en demi-finales de conférence, il élimine Orlando City durant la prolongation, puis idem lors du derby (en) contre le FC Cincinnati en finale de conférence,. Lors du premier tour, le Los Angeles FC se qualifie pour le tour suivant, après deux victoires face aux Whitecaps de Vancouver. Il élimine ensuite les Sounders de Seattle, puis le Dynamo de Houston,.
| Rang | Équipe              | Pts | J  | G  | N  | P  | Bp | Bc | Diff |
| ---- | ------------------- | --- | -- | -- | -- | -- | -- | -- | ---- |
| 1    | St. Louis City      | 56  | 34 | 17 | 5  | 12 | 62 | 45 | +17  |
| 2    | Sounders de Seattle | 53  | 34 | 14 | 11 | 9  | 41 | 32 | +9   |
| 3    | Los Angeles FC T    | 52  | 34 | 14 | 10 | 10 | 54 | 39 | +15  |
| 4    | Dynamo de Houston   | 51  | 34 | 14 | 9  | 11 | 51 | 38 | +13  |
| 5    | Real Salt Lake      | 50  | 34 | 14 | 8  | 12 | 48 | 50 | -2   |

| Rang | Équipe                         | Pts | J  | G  | N  | P | Bp | Bc | Diff |
| ---- | ------------------------------ | --- | -- | -- | -- | - | -- | -- | ---- |
| 1    | FC Cincinnati                  | 69  | 34 | 20 | 9  | 5 | 57 | 39 | +18  |
| 2    | Orlando City                   | 63  | 34 | 18 | 9  | 7 | 55 | 39 | +16  |
| 3    | Crew de Columbus               | 57  | 34 | 16 | 9  | 9 | 67 | 46 | +21  |
| 4    | Union de Philadelphie          | 55  | 34 | 15 | 10 | 9 | 57 | 41 | +16  |
| 5    | Revolution de la N.-Angleterre | 55  | 34 | 15 | 10 | 9 | 58 | 46 | +12  |

## Match

### Feuille de match
| ·              |    |                     |       |
| Titulaires :   |    |                     |       |
|                |    |                     |       |
| G              | 28 | 0 Patrick Schulte   |       |
| DC             | 31 | 0 Steven Moreira    |       |
| DC             | 4  | 0 Rudy Camacho      |       |
| DC             | 18 | 0 Malte Amundsen    |       |
| MD             | 23 | 0 Mohamed Farsi     | 86e   |
| MC             | 6  | 0 Darlington Nagbe  | 84e   |
| MC             | 8  | 0 Aidan Morris      |       |
| MG             | 14 | 0 Yaw Yeboah        | 83e   |
| MO             | 20 | 0 Alexandru Mățan   |       |
| MO             | 10 | 0 Diego Rossi       | 90+1e |
| AC             | 9  | 0 Cucho Hernández   | 85e   |
|                |    |                     |       |
| Remplaçants :  |    |                     |       |
| D              | 21 | 0 Yevhen Cheberko   | 83e   |
| M              | 25 | 0 Sean Zawadzki     | 84e   |
| M              | 7  | 0 Julian Gressel    | 85e   |
| A              | 17 | 0 Christian Ramirez | 86e   |
| A              | 13 | 0 Kevin Molino      | 90+1e |
|                |    |                     |       |
| Entraîneur :   |    |                     |       |
| Wilfried Nancy |    |                     |       |

| ·                |    |                       |     |
| Titulaires :     |    |                       |     |
|                  |    |                       |     |
| G                | 16 | 0 Maxime Crépeau      |     |
| DD               | 24 | 0 Ryan Hollingshead   |     |
| DC               | 3  | 0 Jesús Murillo (en)  |     |
| DC               | 14 | 0 Giorgio Chiellini   |     |
| DD               | 12 | 0 Diego Palacios      | 87e |
| MC               | 11 | 0 Timothy Tillman     | 60e |
| MC               | 6  | 0 Ilie Sánchez        | 87e |
| MC               | 23 | 0 Kellyn Acosta       | 76e |
| AiD              | 25 | 0 Cristian Olivera    |     |
| AiG              | 99 | 0 Denis Bouanga       |     |
| AC               | 10 | 0 Carlos Vela         |     |
|                  |    |                       |     |
| Remplaçants :    |    |                       |     |
| M                | 19 | 0 Mateusz Bogusz      | 60e |
| M                | 50 | 0 Filip Krastev       | 76e |
| D                | 30 | 0 Sergi Palencia      | 87e |
| A                | 9  | 0 Mario González (en) | 87e |
|                  |    |                       |     |
| Entraîneur :     |    |                       |     |
| Steve Cherundolo |    |                       |     |

| ·              |    |                     |       |
| Titulaires :   |    |                     |       |
|                |    |                     |       |
| G              | 28 | 0 Patrick Schulte   |       |
| DC             | 31 | 0 Steven Moreira    |       |
| DC             | 4  | 0 Rudy Camacho      |       |
| DC             | 18 | 0 Malte Amundsen    |       |
| MD             | 23 | 0 Mohamed Farsi     | 86e   |
| MC             | 6  | 0 Darlington Nagbe  | 84e   |
| MC             | 8  | 0 Aidan Morris      |       |
| MG             | 14 | 0 Yaw Yeboah        | 83e   |
| MO             | 20 | 0 Alexandru Mățan   |       |
| MO             | 10 | 0 Diego Rossi       | 90+1e |
| AC             | 9  | 0 Cucho Hernández   | 85e   |
|                |    |                     |       |
| Remplaçants :  |    |                     |       |
| D              | 21 | 0 Yevhen Cheberko   | 83e   |
| M              | 25 | 0 Sean Zawadzki     | 84e   |
| M              | 7  | 0 Julian Gressel    | 85e   |
| A              | 17 | 0 Christian Ramirez | 86e   |
| A              | 13 | 0 Kevin Molino      | 90+1e |
|                |    |                     |       |
| Entraîneur :   |    |                     |       |
| Wilfried Nancy |    |                     |       |

| ·                |    |                       |     |
| Titulaires :     |    |                       |     |
|                  |    |                       |     |
| G                | 16 | 0 Maxime Crépeau      |     |
| DD               | 24 | 0 Ryan Hollingshead   |     |
| DC               | 3  | 0 Jesús Murillo (en)  |     |
| DC               | 14 | 0 Giorgio Chiellini   |     |
| DD               | 12 | 0 Diego Palacios      | 87e |
| MC               | 11 | 0 Timothy Tillman     | 60e |
| MC               | 6  | 0 Ilie Sánchez        | 87e |
| MC               | 23 | 0 Kellyn Acosta       | 76e |
| AiD              | 25 | 0 Cristian Olivera    |     |
| AiG              | 99 | 0 Denis Bouanga       |     |
| AC               | 10 | 0 Carlos Vela         |     |
|                  |    |                       |     |
| Remplaçants :    |    |                       |     |
| M                | 19 | 0 Mateusz Bogusz      | 60e |
| M                | 50 | 0 Filip Krastev       | 76e |
| D                | 30 | 0 Sergi Palencia      | 87e |
| A                | 9  | 0 Mario González (en) | 87e |
|                  |    |                       |     |
| Entraîneur :     |    |                       |     |
| Steve Cherundolo |    |                       |     |